# Paul Castelnau

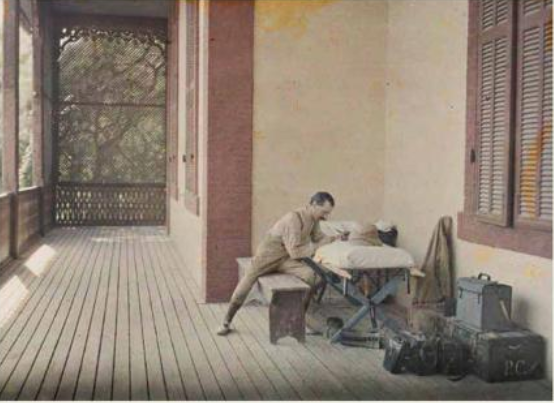
Paul Castelnau im Einsatz für Les archives de la planète in Ägypten, 15. Juni 1918

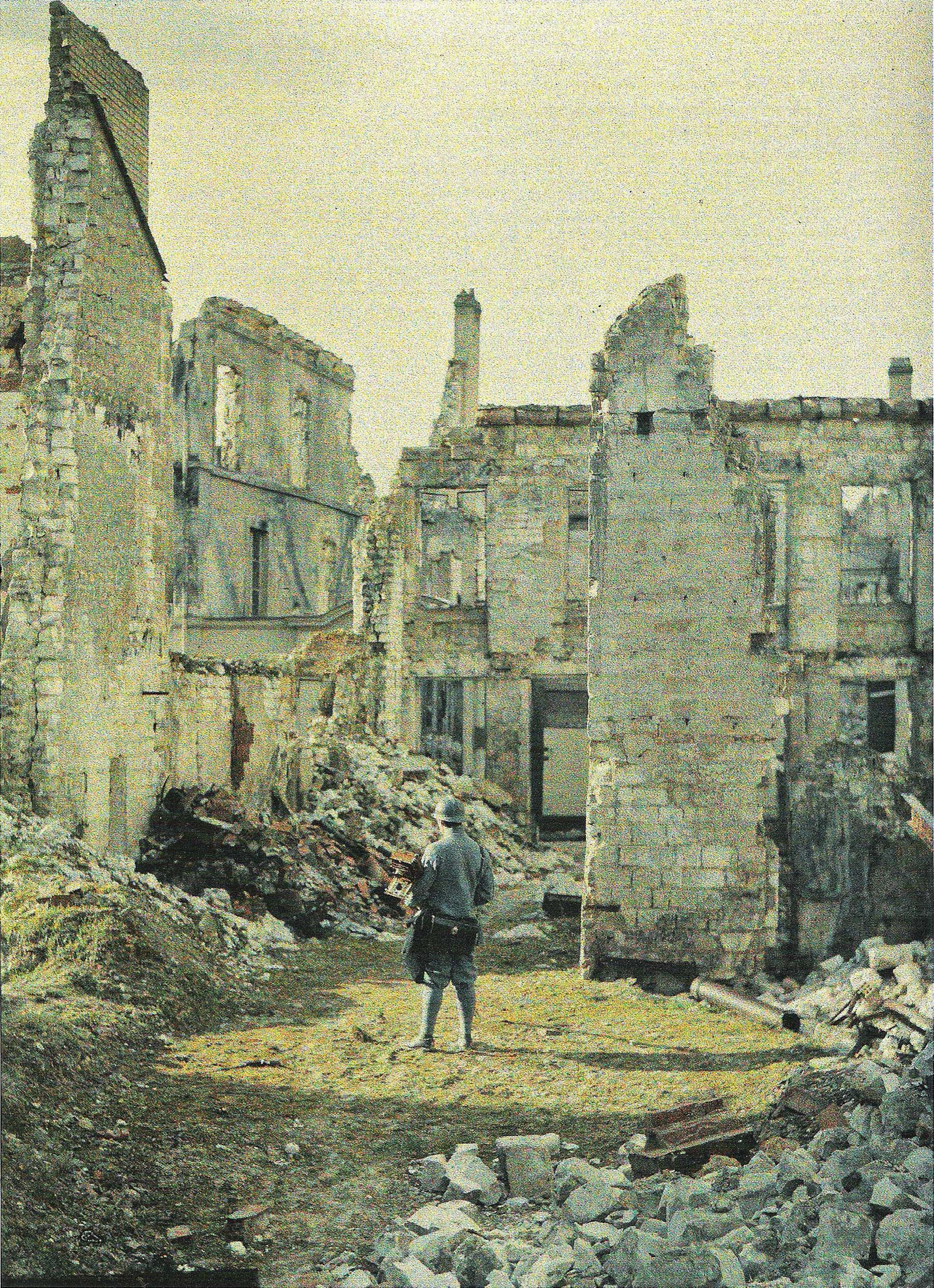
Paul Castelnau als Kriegsfotograf in den Ruinen einer Fabrik in Reims, März 1917, aufgenommen von seinem Kollegen Fernand Cuville (1887–1927)

Paul Castelnau (geb. 17. Mai 1880 in Paris; gest. 29. Juni 1944 in Montredon-Labessonnié (Tarn)) war ein französischer Fotograf, Dokumentarfilmer und Geograph. Er ist Urheber vieler Farbfotos aus dem Ersten Weltkrieg.

## Lebensweg
Pierre-Joseph-Paul Castelnau studierte Geographie an der Sorbonne. Wahrscheinlich während seines Geographie-Studiums lernte Castelnau den Geographen Jean Brunhes (1869–1930) kennen, den wissenschaftlichen Leiter von Die Archive des Planeten (Les Archives de la planète), eine fotografische und filmische Bestandsaufnahme der vom Menschen bewohnten und erschlossenen Erde, wie sie sich zu Beginn des zwanzigsten Jahrhunderts darstellte; initiiert und finanziert vom französischen Bankier Albert Kahn (1860–1940).
Im Jahr 1900 wurde Castelnau zum Militärdienst einberufen, aufgrund seiner starken Kurzsichtigkeit jedoch in den Hilfsdienst versetzt. Nach Abschluss seines Militärdienstes widmete er sich wieder seiner Arbeit als Geograph.
Zu Beginn des Ersten Weltkriegs gehörte Castelnau zunächst zur militärischen Reserve; am 15. April 1915 wurde er der 20. Sektion der Stabs- und Rekrutierungssekretäre (section des secrétaires d’état-major et de recrutement) zugeteilt. Anschließend diente Castelnau im geographischen Dienst der Armee. Im Oktober 1916 wechselte er, gemeinsam mit dem französischen Fotografen Fernand Cuville (1887–1927), zur fotografischen Abteilung der französischen Armee, der Section Photographique de l’Armée (S.P.A.). Bei manchen ihrer fotografischen Aufgaben arbeiteten die beiden Fotografen zusammen. Ab Januar 1917 erschien Castelnaus Name unter den Angehörigen der Section Photographique et Cinématographique des Armées (SPCA) (Foto- und Filmabteilung der französischen Streitkräfte).
Im Jahr 1917 fotografierte Castelnau auf französischer Seite entlang der Front. Castelnau und Cuville gehörten zu den wenigen Fotografen, die im Ersten Weltkrieg schon Farbfotos aufnahmen. Dazu bedienten sie sich des Autochromverfahrens der Brüder Lumière, das diese ab 1903 entwickelt hatten und das ab 1907 in den Handel kam. Nahezu alle Autochrome-Fotografen, die den Krieg auf französischer Seite fotografisch dokumentierten, waren mehr oder weniger eng mit dem Projekt Les Archives de la planète von Albert Kahn verbunden. Albert Kahn finanzierte wahrscheinlich einen Teil der Arbeit durch den Kauf der erforderlichen Autochromplatten. Die Fotografen fotografierten die meisten Motive jeweils mehrfach, und ihre Aufnahmen wurden zwischen der Armee, dem Ministerium für öffentliche Bildung und schöne Künste und den Archives de la planète aufgeteilt.
Von Januar bis April 1917 fotografierte Castelnau in Reims, im Juni im Elsass, in der ersten Juli-Hälfte in Paris, im August und September in Flandern, im Oktober 1917 in Verdun, ab Februar 1918 in Palästina, Ägypten und Zypern.
Nach Kriegsende dokumentierte Castelnau bis 1919 den Wiederaufbau in Frankreich an Aisne und Marne.
Castelnau blieb mit Jean Brunhes, dem Leiter des Projektes Les archives de la planète, und mit dessen Tochter Mariel verbunden. Für Jean Brunhes produzierte Castelnau eine geographische Karte von Westasien. Castelnau war Autor von Wandkarten für die Sammlung „Jean Brunhes“ beim Hatier-Verlag. Nach seiner Demobilisierung und Rückkehr ins Zivilleben arbeitete Castelnau zunächst weiterhin mit den Archives de la planète zusammen. Für Albert Kahn arbeitete Castelnau von 1917 bis 1919.
Castelnau schloss 1920 seine durch den Krieg unterbrochene Geographie-Dissertation ab.
Danach wandte er sich dem Film zu und nahm als Geograph und Filmemacher an der ersten Durchquerung der Sahara teil, die Ende 1922/Anfang 1923 unter der Leitung von Georges-Marie Haardt (1884–1932) und Louis Audouin-Dubreuil (1887–1960) durchgeführt wurde und die Transafrikaexpedition namens Croisière Noire (Schwarze Kreuzfahrt) des französischen Automobilherstellers Citroën vorbereitete, die dann vom 28. Oktober 1924 bis zum 1. August 1925 durchgeführt wurde.
Im Frühjahr 1926 nahm Castelnau für die Société de Géographie den Dokumentarfilm Voyage à la Terre de Feu (Reise nach Feuerland) auf, einen erfolgreichen Dokumentarfilm, an dem auch Lucien Le Saint (1881–1931) mitgearbeitet hatte, der ebenso wie Castelnau für Albert Kahn und für die Section Photographique et Cinématographique des Armées tätig war.
Um 1930 arbeitete Castelnau als Landvermesser. Gegen Ende des Zweiten Weltkriegs, nach der Befreiung Frankreichs von der deutschen Besatzung im Jahr 1944, wurde Castelnau als Kollaborateur mit der deutschen Besatzungsmacht angeklagt, zum Tode verurteilt und in Montredon-Labessonnié hingerichtet.

## Galerie

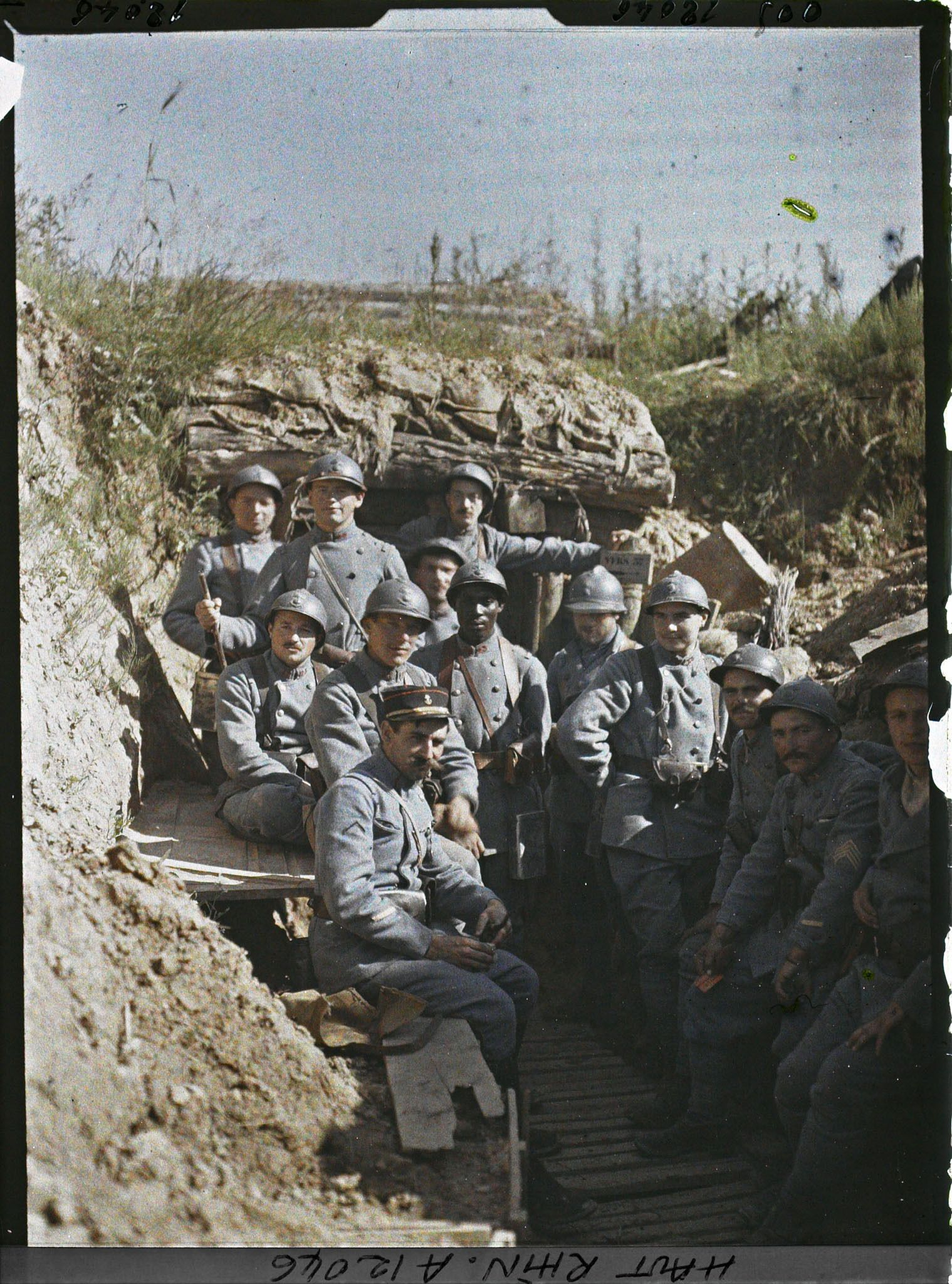
Schützengraben an der Frontlinie: französische Soldaten vor dem Eingang zu einem Unterstand, nahe Hirtzbach, Haut-Rhin, 16. Juni 1917
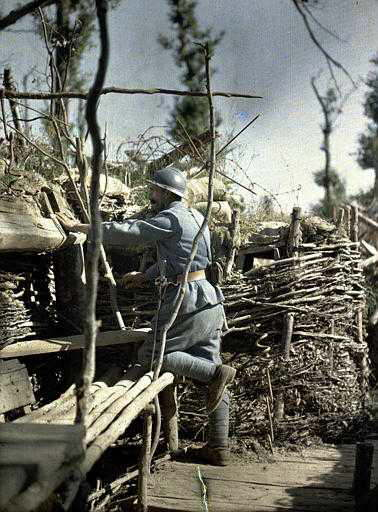
Französischer Soldat auf Beobachtungsposten in einem Schützengraben, nahe dem elsässischen Hirtzbach, 16. Juni 1917
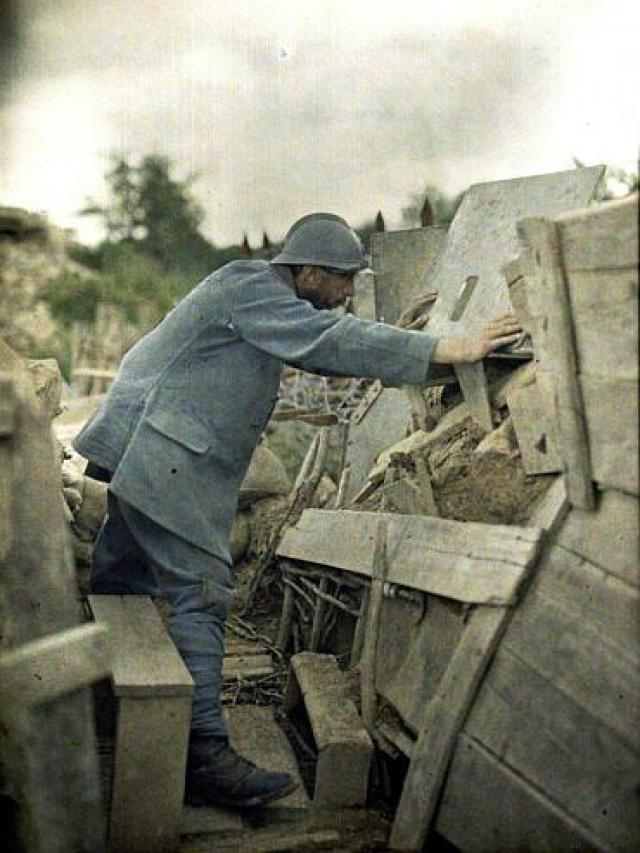
Französischer Beobachtungsposten bei Eglingen (Haut-Rhin), Juni 1917
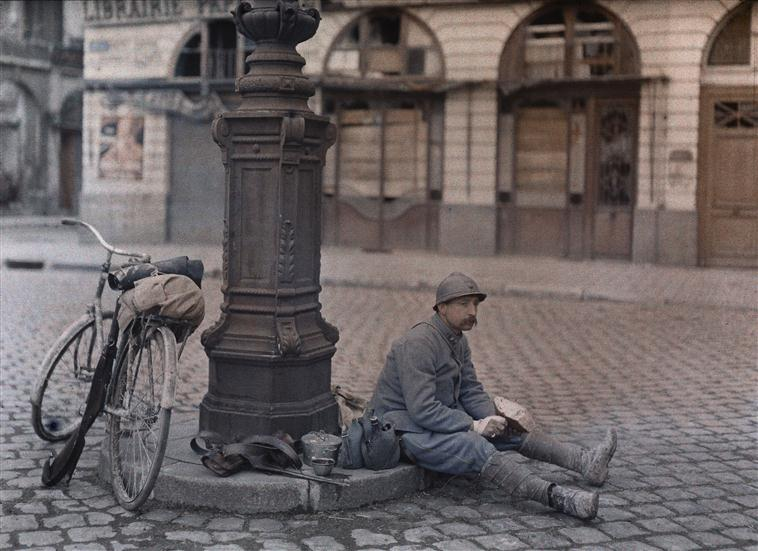
Französischer Soldat bei einer Mahlzeit, Reims, 1. April 1917
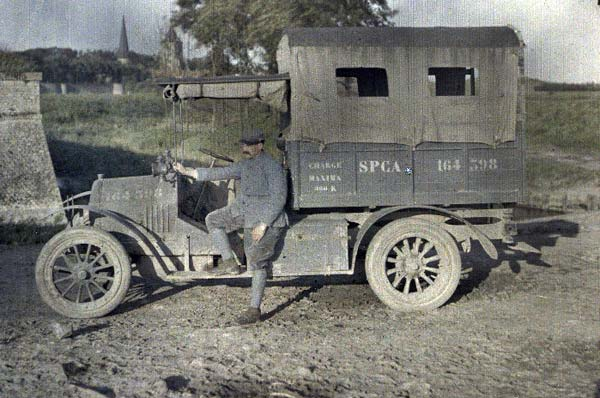
Lastwagen der »Section Photographique et Cinématographique des Armées (SPCA)« (Foto- und Filmabteilung der französischen Streitkräfte), nahe Bergues im Département Nord, 2. September 1917